# Pingvin Rugby Club
Actualités
Le Pingvin RC est un club suédois de rugby à XV.

## Histoire
Le club a été fondé en 1962. Il remporte son premier championnat de Suède de rugby à XV en 1991, réalisant une incroyable série de 10 titres consécutifs jusqu'en 2000. L'équipe remporte ensuite le titre 2003.

## Palmarès

### Championnat de Suède masculin
- 1991
- 1992
- 1993
- 1994
- 1995
- 1996
- 1997
- 1998
- 1999
- 2000
- 2003

## Joueurs célèbres
- Tomasi Tabua-Tamanivalu[3]